# 圣热尔韦代萨布隆
圣热尔韦德萨布隆（法語：Saint-Gervais-des-Sablons，法語發音：[sɛ̃ ʒɛʁvɛ de sablɔ̃]）是法国奥恩省的一个市镇，属于阿让唐区。

## 地理
圣热尔韦德萨布隆（48°54'10"N, 0°4'36"E）面积8.8 平方千米，位于法国诺曼底大区奧恩省，该省份为法国西北部内陆省份，北起顺时针与卡爾瓦多斯省、厄尔省、厄尔-卢瓦省、萨尔特省、马耶讷省和芒什省接壤。
与圣热尔韦德萨布隆接壤的市镇（或旧市镇、城区）包括：欧日地区莱穆捷、埃科尔什、蒙特勒伊-拉康布、勒勒努阿尔、欧日地区圣皮埃尔。
圣热尔韦德萨布隆的时区为UTC+01:00、UTC+02:00（夏令时）。

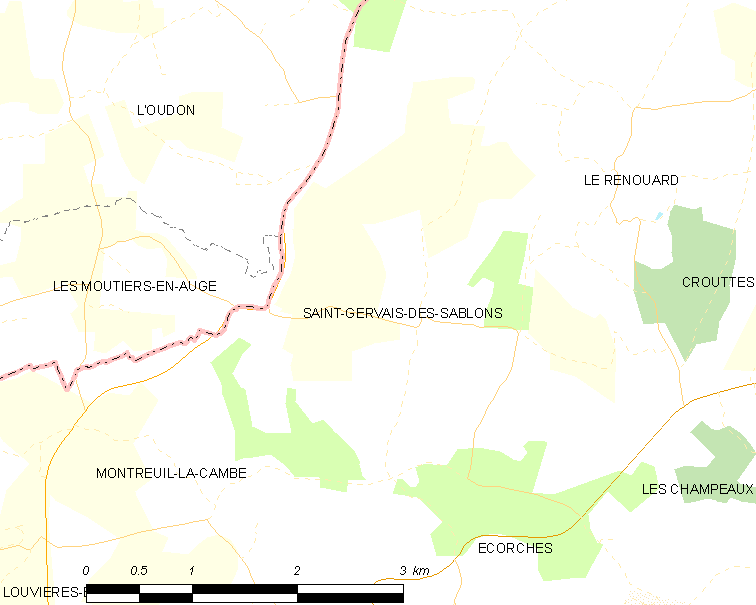
圣热尔韦德萨布隆的OSM定位图

## 行政
圣热尔韦德萨布隆的邮政编码为61160，INSEE市镇编码为61399。

## 政治
圣热尔韦德萨布隆所属的省级选区为阿让唐第二县。

## 人口

1962-2008年间圣热尔韦德萨布隆人口变化图示

圣热尔韦德萨布隆于2022年1月1日时的人口数量为71人。